# 路易吉·皮亚琴蒂尼
路易吉·皮亚琴蒂尼（義大利語：Luigi Piacentini，1930年—），意大利男子曲棍球运动员。他曾代表意大利国家队参加1952年夏季奥林匹克运动会曲棍球比赛，获得第十一名。